# Гунальд I (герцог Аквітанії)
Гунальд I (*Hunoald, Hunuald, Chunoald, між 680 та 690 —бл.751) — герцог Аквітанії у 735—744 роках.

## Життєпис
Можливо походив з роду Боггіса. Син Одо I, герцога Аквітанії. Про дату народження та молоді роки нічого невідомо. У 735 році після смерті батька успадкував герцогство. 744 року переміг молодшого брато Гатона, об'єднавши Аквітанію та Васконію.
Невдовзі вступив в конфлікт з майордомом Карлом Мартелом, що поставив за мету об'єднання франкських земель. Але Гунальд I намагався відстояти самостійність Аквітанії. 735 року франки на чолі з Мартелом вдерлися до герцогства, завдавши поразки Гунальду I, захопивши Бордо. Але той зберігав свій вплив, отобарившись в Тулузі. З огляду на відсутність підтримки та неможливість повністю підкорити Аквітанію, Карл Мартел обмежився васальною присягою Гунальда I.
До 741 року, смерті Карла Мартела, Гунальд I зберігав мирні стосунки з франками. У 742 році королі Піпін III та Карломан вдерлися у північні володіння Гунальда I, який чинив відчайдушний спротив, але у битві при Буржі зазнав поразки. Слідом за цим франки спалили Лош та захопили Турень. Гунальд I відступив до Пуатьє, куди підійшли франкські королі. Але вторгнення алеманів змусило останніх відступити. Після цього війська аквітанців спалили Шартр. В результаті Гунальд I фактично відновив самостійність Аквітанії.
744 або 745 року зрікся влади, ставши ченцем на острові Ре. Причини цього достеменно невідомі: за однією версією після поразки у новій війні проти Піпіна III, за іншою під тиском аквітанської знаті.
Згодом перебрався до Риму, де близько 751 року брав участь у захисті папських земель від ломбардів на чолі з королем Айстульфом.

## Родина
- Вайфер (д/н—767), герцог у 744—767 роках